# Paul Trommsdorff

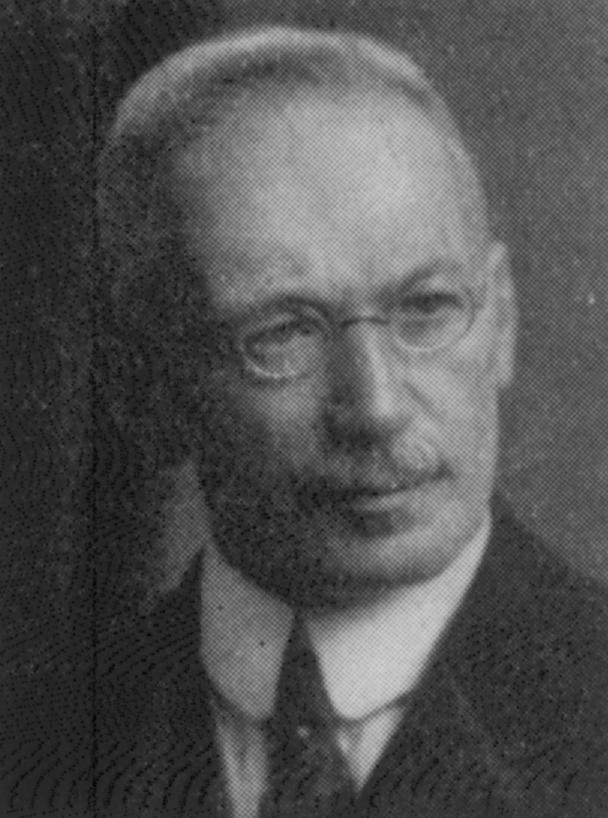
Paul Trommsdorff

Paul Trommsdorff (* 19. Mai 1870 in Erfurt; † 22. Februar 1940 in Hannover) war ein deutscher Bibliothekar. 

## Leben
Trommsdorff wurde 1896 in Leipzig promoviert. Seit dem Studium war er Mitglied des Klassisch-Philologischen Vereins Leipzig im Naumburger Kartellverband. Nach dem Studium war er Volontär und ab 1901 Hilfsbibliothekar an der Universitätsbibliothek Berlin, wo er auch an der Herstellung des Gesamtkatalogs der Preußischen Bibliotheken beteiligt war. 1903 wechselte er als Bibliothekar an die Königliche Bibliothek in Berlin, 1908 an die Bibliothek der TH Danzig. Von 1914 bis 1918 war er als Soldat im Ersten Weltkrieg. Nach dem Krieg wurde er 1919 zum Oberbibliothekar ernannt, 1922 wechselte er als Direktor an die Bibliothek der TH Hannover. Hier war er Mitglied im Beirat für Bibliotheksangelegenheiten und hatte einen Lehrauftrag für Bibliothekswissenschaften inne. 1931 wurde er Honorarprofessor, 1935 trat er in den Ruhestand.

## Publikationen (Auswahl)
- Quaestiones duae ad historiam legionum Romanarum spectantes. Hoffmann, Leipzig 1896 (Dissertation Leipzig).
- Die Birmingham Free Libraries. Harrassowitz, Leipzig 1900 (Zentralblatt für Bibliothekswesen. Beiheft; 24).
- Verzeichnis der bis Ende 1912 an den Technischen Hochschulen des Deutschen Reiches erschienenen Schriften. Kommissionsverlag von Julius Springer, Berlin 1914.
- Die Bibliotheken der deutschen technischen Hochschulen. VDI-Verlag, Berlin 1928.
- Welfenschloss und Technische Hochschule: Zur 50. Wiederkehr des Tages, an dem die Hochschule das Schloß bezog. In: Kulturring: Mitteilungen der Kulturvereine in Hannover, Bd. 6 (1929), Heft 10, S. 241–245.
- Die technischen Wissenschaften und das Antiquariat, Leipzig 1929.
- Die Handbibliothek des Lesesaals der Bibliothek der Technischen Hochschule zu Hannover. In: Kulturring: Mitteilungen d. Kulturvereine in Hannover, Bd. 7 (1930), Heft 4, S. 77–79.
- Die Bibliotheken der Technischen Hochschulen, ihr Wesen, ihre Entstehung und ihr Sammelgebiet: Antrittsvorlesung an der Technischen Hochschule Hannover am Mittwoch, dem 4. November 1931, [Hannover] [1931].
- Ein Überblick über die Entwicklung der Bibliothek. In: 100 Jahre Technische Hochschule Hannover. Festschrift zur Hundertjahrfeier am 15. Juni 1931, S. 343–353.
- Der Lehrkörper der Technischen Hochschule Hannover, 1831–1931. Bibliothek der Techn. Hochschule, Hannover 1931.